# Serviço de Informações Estratégicas de Defesa
O Serviço de Informações Estratégicas de Defesa (SIED) é um dos serviços de informações de Portugal, integrado no Sistema de Informações da República Portuguesa. A sua função consiste em produzir informações visando a salvaguarda da independência nacional, dos interesses nacionais e da segurança externa da República portuguesa.

## Organização
O Serviço de Informações Estratégicas de Defesa, está integrado no Sistema de Informações da República Portuguesa que depende da Presidência do Conselho de Ministros e inclui:
- Diretor-Geral
- Diretor-Geral Adjunto
- Serviços Operacionais
- Serviço Administrativo
- Serviço de Informática

## Atividades
O SIED contribui para o processo de decisão política através da produção de informação privilegiada, sobretudo, no que respeita a:
- A avaliação da ameaça terrorista;
- A identificação de redes internacionais de crime organizado;
- Narcotráfico;
- Facilitação da imigração ilegal;
- Proliferação nuclear, biológica e química (NBQ);
- Acompanhamento permanente da situação de segurança das comunidades portuguesas residentes no estrangeiro;
- Alerta precoce para situações onde haja um potencial comprometimento dos interesses nacionais;
- Matérias políticas, energéticas, económicas e de Defesa que constituam prioridade da política externa portuguesa.